# Affiche de recrutement
Une affiche de recrutement est une affiche destinée à inciter la population à incorporer les forces armées, en temps de paix comme en temps de guerre, pour des missions armées ou des activités pratiquées dans le civil (infirmières notamment). 
Elle diffère de l'affiche de mobilisation générale qui prévient la population que certaines catégories de personnes doivent quitter leurs foyers et se rendre aux lieux de formation des unités militaires.

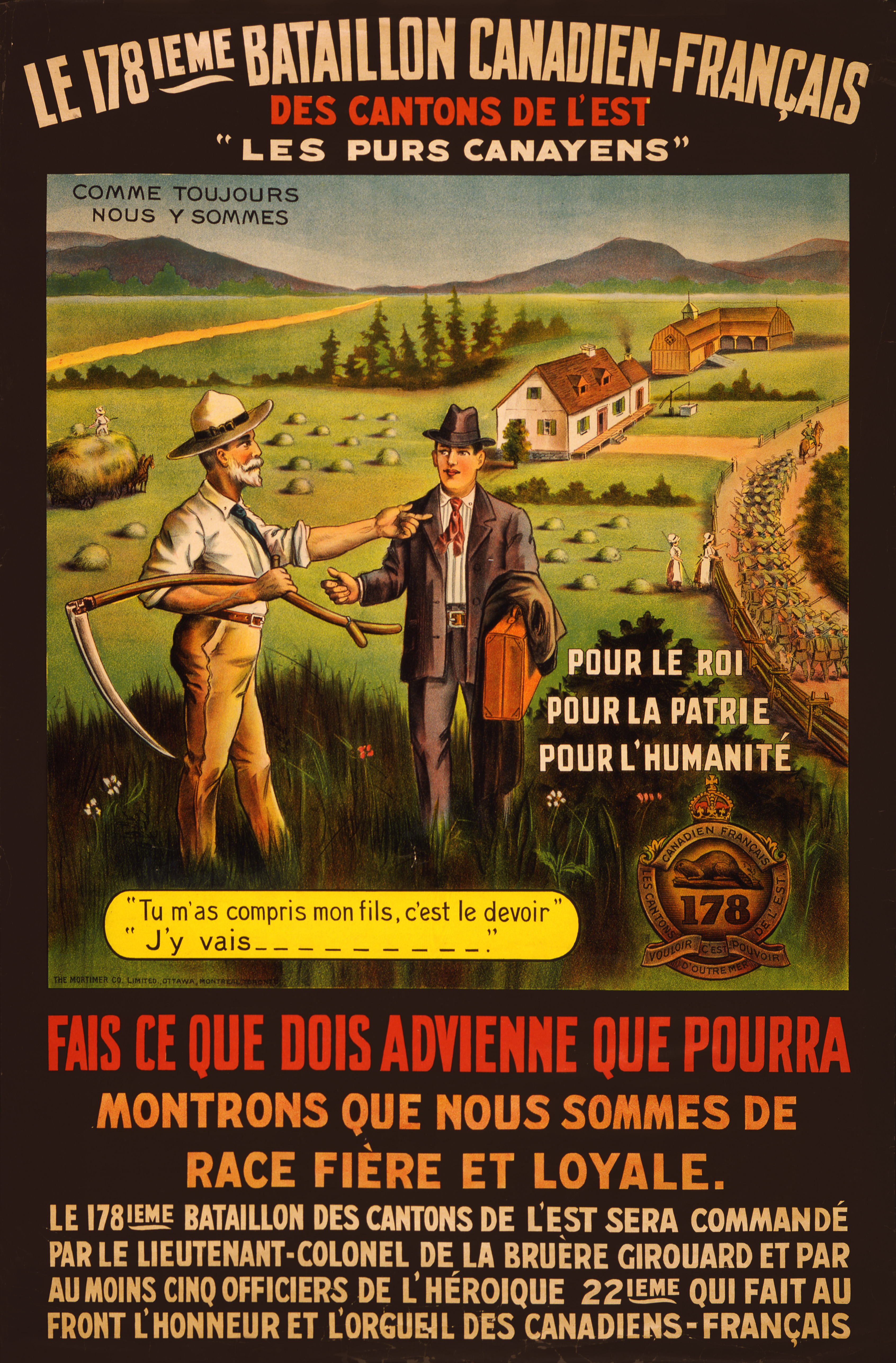
Affiche des Forces armées canadiennes affectée au recrutement des Franco-Canadiens en 1915 pendant la Première Guerre mondiale.

## Galerie

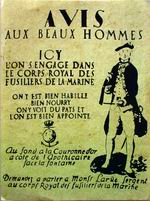
Affiche de recrutement sous Louis XV.
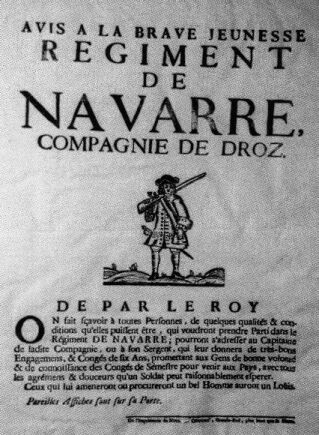
Affiche de recrutement du régiment de Navarre au XVIIIe siècle.
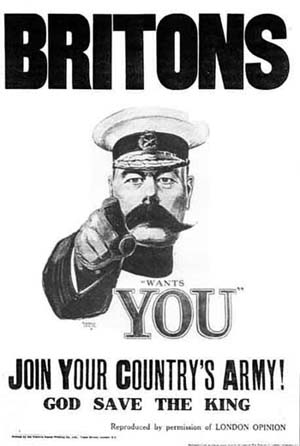
Lord Kitchener Wants You (1914). Affiche de recrutement de l'armée britannique, illustrée par un portrait de Lord Kitchener, le Secrétaire d'État à la Guerre du Royaume-Uni, adaptation d’une couverture du magazine London Opinion créée par Alfred Leete (en).
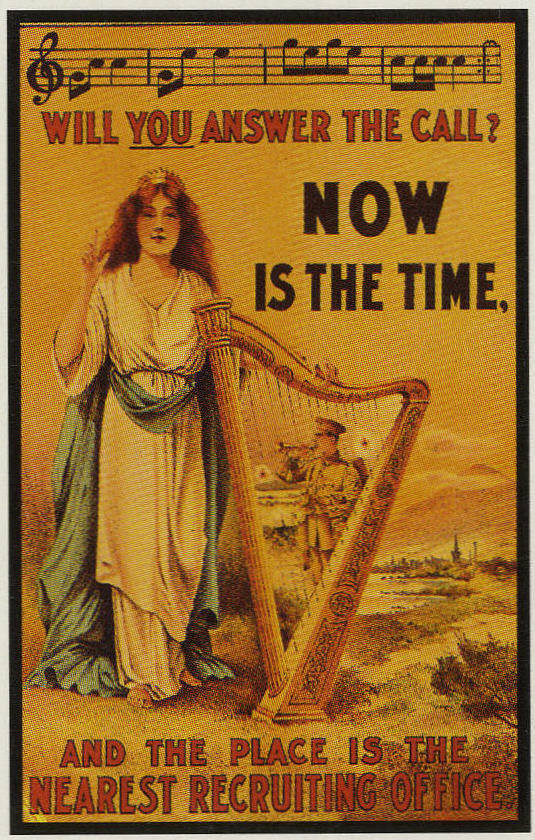
Affiche de recrutement irlandaise (présence d’une harpe celtique), (1917). Texte : « Will you answer the call? Now is the time, and the place is the nearest recruitment office. » pouvant se traduire en français par « Allez-vous répondre à l'appel ? Le moment est venu, et l'endroit est le bureau de recrutement le plus proche. ».
I Want You (1917). Affiche de recrutement de l’armée des États-Unis illustrée avec l’Oncle Sam. L’affichiste James Montgomery Flagg pour la créer s’est inspiré de Lord Kitchener Wants You.
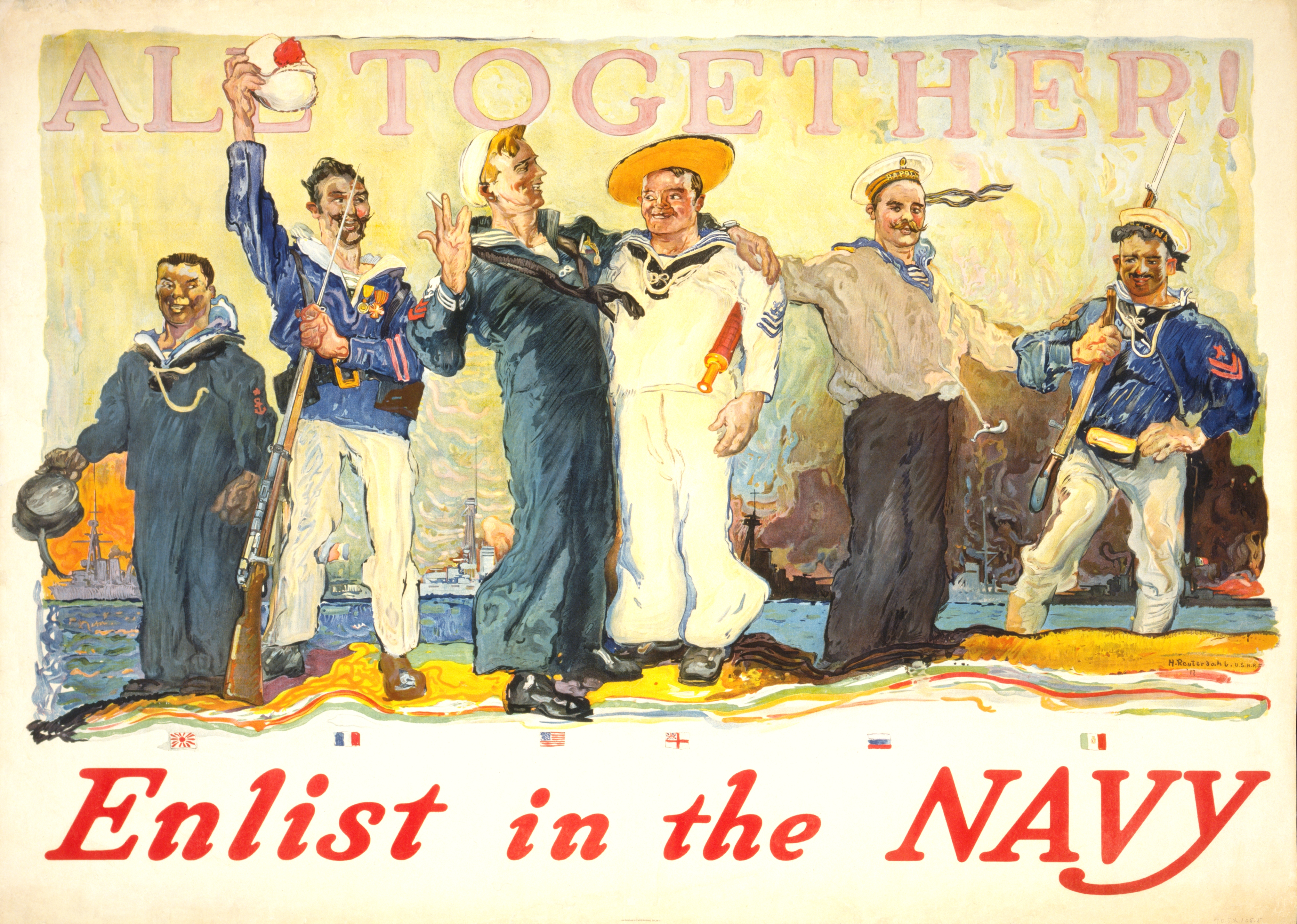
Affiche de recrutement aux États-Unis (1918), illustrée par six matelots de plusieurs alliés de la Première Guerre mondiale identifiables par les uniformes et de petits drapeaux (de gauche à droite, marin du Japon, de la France, des États-Unis, du Royaume-Uni, de la Russie et de l’Italie).
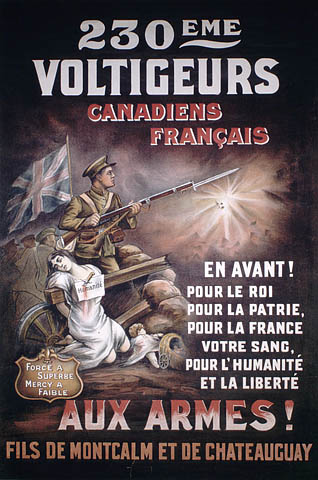
Affiche de recrutement du régiment des Voltigeurs lors de la Première Guerre mondiale.
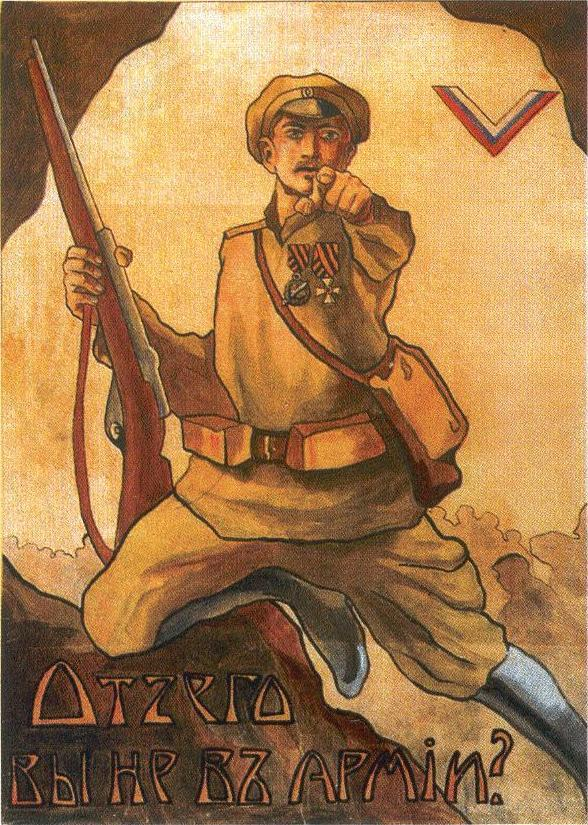
« Pourquoi n'es-tu pas dans l'armée ? » Affiche de recrutement de l'Armée des volontaires.
Destroy This Mad Brute – Enlist (Harry Ryle Hopps), USA 1917
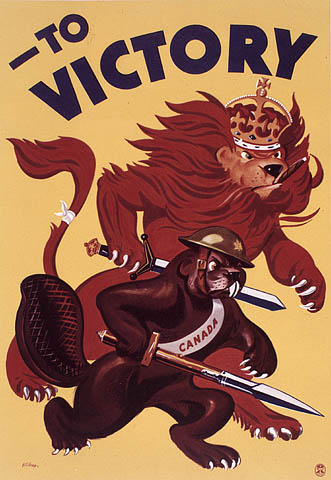
Affiche de recrutement canadienne lors de la Seconde Guerre mondiale montrant le castor symbolisant le Canada servant aux côtés du lion symbolisant le Royaume-Uni